# Station Alpen
Station Alpen is een treinstation in de Duitse gemeente Alpen en ligt aan de spoorlijn Rheinhausen - Kleve.

## Treindienst
| Serie | Treinsoort                  | Route                                                                    | Bijzonderheden                                                 |
| ----- | --------------------------- | ------------------------------------------------------------------------ | -------------------------------------------------------------- |
| RB 31 | Regionalbahn (NordWestBahn) | (Xanten – Alpen – )Moers – Trompet – Rumeln – Rheinhausen – Duisburg Hbf | Der Niederrheiner 2x per uur Moers-Duisburg, zondag 1x per uur |